# ムラサキツバメ (鳥)
ムラサキツバメ（学名：Progne subis）は、アメリカ大陸に広く生息する鳥類で、北アメリカでは最大のツバメである。体長は18〜21センチメートルで、オスは背面だけでなく喉、胸部、腹部もツヤのある濃紫色ないし黒色をしているのが特徴。メスの腹部は白っぽい灰色。尾の先は左右がやや突出するが、ツバメと違って完全な燕尾服状に分かれてはいない種類である。一般にはパープル・マーティン（Purple Martin）と呼ばれる。
北アメリカ（新北区）で繁殖し夏を過ごす、北アメリカの夏鳥である。ロッキー山脈の東側では、カナダ南部からメキシコ湾岸地方まで広く生息するが、西側では分布が限局される。市街地や、田園地帯などの開けた場所に個体数が多い普通種である。主に人里周辺で繁殖する。木のウロなどに営巣するが、巣箱によく入る。秋には南アメリカに渡り、南半球である現地で夏（雨季）を過ごす。